# Tigre de Tipu

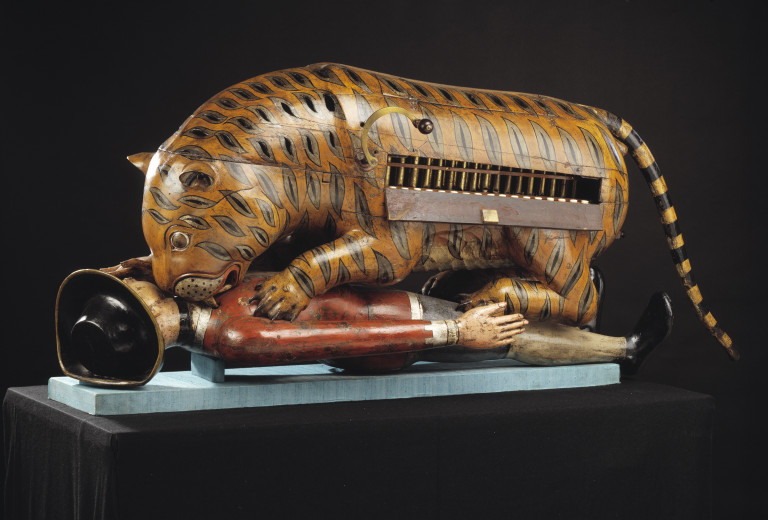
O Tigre de Tipu no museu Victoria and Albert, em Londres, sendo visível o teclado

Tigre de Tipu (também conhecido como Tigre de Tippoo) é uma obra de arte do século XVIII que pertence ao Sultão de Tipu, o verdadeiro líder do Reino de Mysore. Representa o tigre atacando um soldado europeu da British East India Company. Hoje esta obra esta em exposição no Victoria and Albert Museum em Londres.